# Simulium herreri
Simulium herreri är en tvåvingeart som beskrevs av Peter Wolfgang Wygodzinsky och Coscaron 1967. Simulium herreri ingår i släktet Simulium och familjen knott.
Artens utbredningsområde är Peru. Inga underarter finns listade i Catalogue of Life.